# Astragalus moellendorffii
Astragalus moellendorffii är en ärtväxtart som beskrevs av Aleksandr Andrejevitj Bunge. Astragalus moellendorffii ingår i släktet vedlar, och familjen ärtväxter.

## Underarter
Arten delas in i följande underarter:
- A. m. kansuensis
- A. m. moellendorffii